# Grzegorz Chruścielewski
Grzegorz Hipolit Chruścielewski (ur. 13 sierpnia 1922 w Warszawie, zm. 17 lutego 1979 tamże) – polski architekt.

## Życiorys

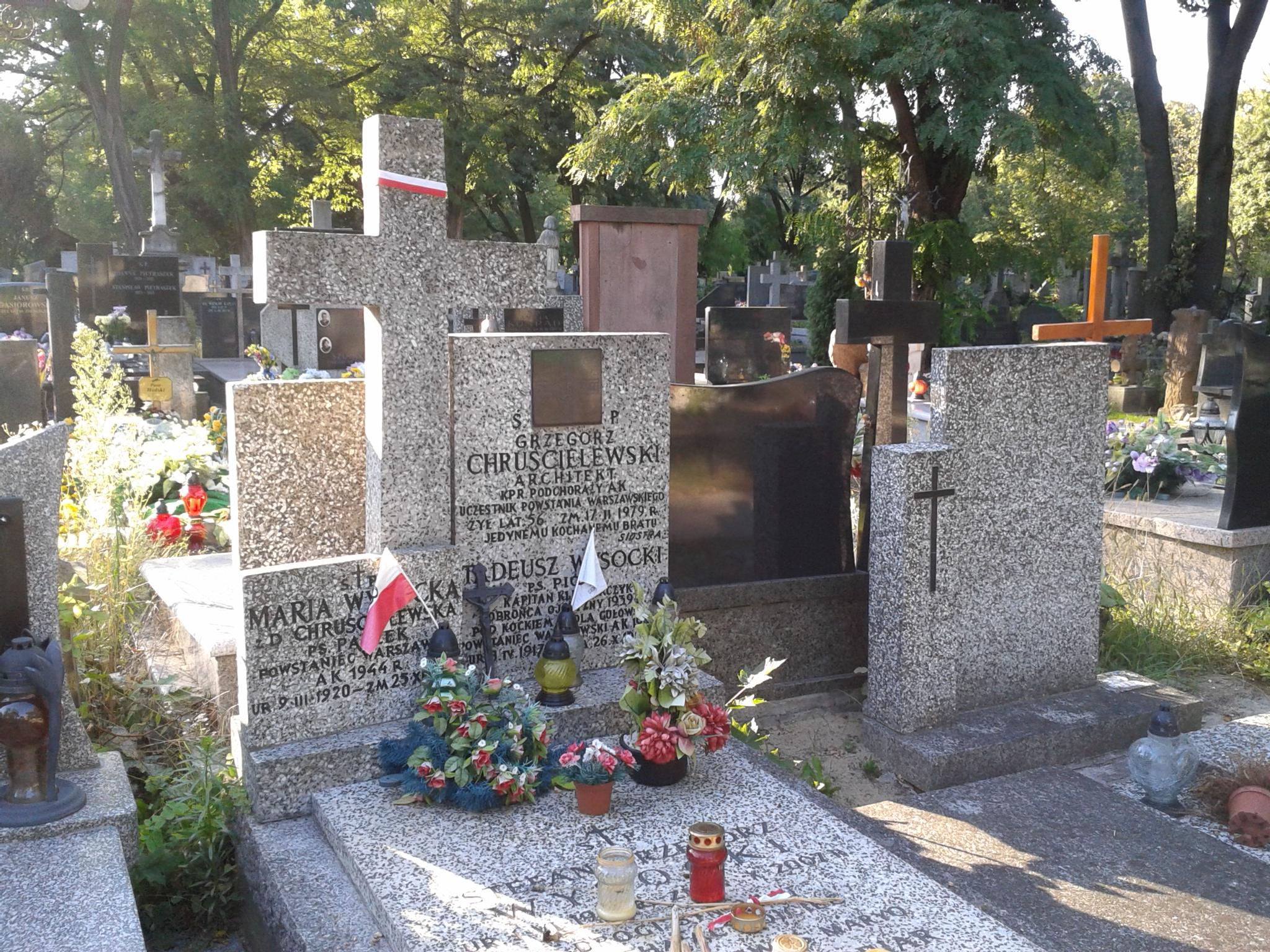
Grób Grzegorza Chruścielewskiego na cmentarzu Bródnowskim

Jego rodzicami byli Stanisław i Felicja z domu Anders, wychował się na warszawskim Bródnie.
Podczas II wojny światowej walczył w strukturach Armii Krajowej, w VI Obwodzie Praga Warszawskiego Okręgu AK. Należąc do Praskiego Batalionu Saperów, awansował do stopnia kapitana. Uczestniczył w powstaniu warszawskim. Po zakończeniu działań wojennych rozpoczął studia na Wydziale Architektury Politechniki Warszawskiej, które ukończył w 1951. W 1952 został członkiem SARP, od 1955 przez rok był sekretarzem Oddziału Warszawskiego, od 1956 do 1958 był wiceprezesem tego oddziału.
Pochowany na cmentarzu Bródnowskim w Warszawie (kw. 23E-1-6).

## Dorobek architektoniczny
- Zabudowa osiedla Nowy Świat Wschód:
  - budynki przy ul. Konstantego Ildefonsa Gałczyńskiego 3,5,7,8,10,12 Osiedle Nowy Świat Wschód (1949) w zespole Zygmunta Stępińskiego, współpraca Stanisław Kubicki, Zbigniew Kłopotowski, Andrzej Milewski;
- Hotel "Orbis-Metropol", ul. Marszałkowska 99a (1964) w zespole Zygmunta Stępińskiego, współpraca Andrzej Milewski;
- pensjonat przy ul. Zgoda 5 (1965);
- willa przy ul. Rajców 10 tzw. Ochabówka (1967).